# إيرا بلوك
إيرا بلوك (بالإنجليزية: Ira Block)‏ هو مصور أمريكي، ولد في 1949 في بروكلين في الولايات المتحدة.

## وصلات خارجية
- الموقع الرسمي